# Roncal-Salazar
Roncal-Salazar (euskera Zaraitzu-Erronkari) és una comarca de Navarra creada el 2000 amb els municipis de la vall de Salazar i la vall de Roncal. Limita al Nord amb Zuberoa, en el departament dels Pirineus Atlàntics), a l'est i sud amb Jacetània (Aragó), al sud amb la Comarca de Lumbier i la comarca d'Auñamendi (vall d'Aezkoa).

## Municipis
- a la Vall de Salazar
  - Ezpartza-Zaraitzu
  - Ezkaroze
  - Galoze
  - Gorza
  - Itzaltzu
  - Otsagabia
  - Orontze
  - Sartze
  - Jaurrieta
- a la vall de Roncal
  - Burgi
  - Garde
  - Izaba
  - Erronkari
  - Nabaskoze
  - Urzainki
  - Uztarroze
  - Bidankoze
  - Gazteluberri